# Triplectides cognatus
Triplectides cognatus är en nattsländeart som först beskrevs av Mclachlan 1862.  Triplectides cognatus ingår i släktet Triplectides och familjen långhornssländor. Inga underarter finns listade i Catalogue of Life.